# Marco Rota
Marco Rota (Milano, 18 settembre 1942) è un fumettista italiano.

## Carriera
Esordì come fumettista nel 1958, lavorando a diverse serie italiane. Nel 1962 inizia a collaborare alla testata Topolino continuando, per tutti gli anni sessanta, a disegnare anche storie di Superman, Batman, Justine (sul settimanale ABC) e altre.
Nel 1974 viene nominato caporedattore del settore dei disegnatori delle testate Disney  Mondadori, e sempre nello stesso anno direttore artistico, ruolo che manterrà fino al giugno 1988, quando queste passeranno sotto il controllo della Disney Italia.
Le sue storie disneyane presentano uno stile in gran parte influenzato da Carl Barks, di cui Rota è da sempre ammiratore. Nel 1984 viene pubblicata in volume la storia Buon compleanno, Paperino, nella quale viene ricostruita un'accurata biografia del personaggio, dove si lascia supporre che Nonna Papera e Paperone siano fratello e sorella (circostanza più volte negata dallo stesso Barks). Altre storie furono Zio Paperone e il deposito oceanico, Paperino pendolare e Paperino e la notte del saraceno.
Nel 1972 ha collaborato a Operazione Olimpiadi, in occasione delle Olimpiadi del 1972, realizzando le storie della serie alternandosi a Giovan Battista Carpi e Luciano Bottaro. Nel 1974 pubblica Paperino calciatore in occasione dei mondiali di calcio di quell'anno in Germania Ovest.
Entra anche nello staff di autori del gruppo danese Egmont ed è stato, dal 1987 fino alla chiusura della testata nel 2008, l'autore delle copertine e del retro della rivista Zio Paperone, che sovente proponeva sue storie, come il ciclo di Mac Paperin e di Piccolo Krack. 
Nel 2019, dopo oltre un decennio di assenza dal mercato italiano, ritorna a collaborare con Topolino con la storia Ingorgopoli.
Nel gennaio e nel febbraio 2021 vengono distribuiti, in allegato a Topolino e ad altri periodici minori, i "Paperdollari", dieci monete da lui disegnate dedicate ai paperi disneyani, mentre nel gennaio e nel febbraio 2023 vengono allegati, sempre assieme a Topolino e ad altri periodici Panini Disney, i "Topodollari", altre dieci monete coniate con le sue raffigurazioni, stavolta dei volti dei topi.

## Opere
- I Maestri Disney # 30 - Marco Rota (2005) [4]
- Zio Paperone – Marco Rota Cover Collection (2019)[5].

## Riconoscimenti
- Nel 2011 riceve il Premio Papersera alla carriera.[6].